# Phoradendron aguilarii
Phoradendron aguilarii är en sandelträdsväxtart som beskrevs av Standley & Steyerm.. Phoradendron aguilarii ingår i släktet Phoradendron och familjen sandelträdsväxter. Inga underarter finns listade i Catalogue of Life.